# Ruth Millikan
Ruth Millikan (* 19. Dezember 1933) ist eine US-amerikanische Philosophin, Autorin und Professorin an der University of Connecticut. Ihre Hauptarbeitsgebiete sind die Philosophie des Geistes, Sprachphilosophie und die Ontologie.

## Leben
Millikan studierte am Oberlin College und der Yale University Philosophie und erwarb 1969 ihren PhD. Seit 1983 ist sie Professorin an der University of Connecticut, unterbrochen nur durch eine Forschungsprofessur an der Universität Stockholm. 2002 bekam sie den Jean-Nicod-Preis für ihre Leistungen im Bereich Philosophie des Geistes verliehen. Im Jahre 2014 wurde sie in die American Academy of Arts and Sciences gewählt. Millikan ist mit dem Psychologen Donald Shankweiler verheiratet.

## Werk
Bekannt geworden ist Ruth Millikan insbesondere durch ihre Versuche, das Phänomen der Intentionalität in einem naturalistischen Rahmen zu erklären (siehe Teleosemantik). Unter Intentionalität versteht man das Merkmal von mentalen Zuständen, sich auf etwas in der Welt zu beziehen, und daher wahr oder falsch zu sein. So bezieht sich etwa der Gedanke, dass Napoleon in Russland war, auf den Fakt, dass Napoleon in Russland war und ist daher wahr.
Das Intentionalitätsproblem besteht nun darin, zu klären, wie physische Zustände – etwa neuronale Zustände – die Eigenschaft eines intentionalen Gehaltes haben können. Hierzu sind verschiedene Lösungsvorschläge u. a. von Jerry Fodor und Fred Dretske entwickelt worden. Millikan ist zusammen mit David Papineau die bekannteste Vertreterin eines evolutionsbiologischen Ansatzes. Ihre grundlegende These ist, dass ein Zustand X sich dann auf einen Fakt Y bezieht, wenn es die evolutionäre Aufgabe von X ist, die Präsenz von Y anzuzeigen.